# Dominika Misterska
Dominika Misterska, née le 20 juillet 1979 à Łódź est une haltérophile polonaise.

## Palmarès

### Jeux olympiques
- 2008 à Pékin,  Chine
  - 11e en moins de 63 kg.

### Championnats du monde
- 2011 à Paris,  France
  - 19e
- 2007 à Chiang Mai,  Thaïlande
  - 14e
- 2006 à Saint-Domingue,  République dominicaine
  - 10e
- 2005 à Doha,  Qatar
  - 4e

### Championnats d'Europe
- 2006 à Władysławowo,  Pologne
  -  Médaille de bronze en moins de 69 kg
- 2005 à Sofia,  Bulgarie
  -  Médaille d'argent en moins de 69 kg
- 2004 à Kiev,  Ukraine
  -  Médaille d'argent en moins de 69 kg
- 2001 à Trenčín,  Slovaquie
  -  Médaille d'argent en moins de 63 kg
- 1998 à Riesa,  Allemagne
  -  Médaille d'argent en moins de 58 kg